# Ентоні Прінсіпі
Ентоні Джозеф Принсіпі (англ. Anthony Joseph Principi; нар. 16 квітня 1944, Бронкс, Нью-Йорк, штат Нью-Йорк, США) — 4-й міністр у справах ветеранів США. Його обрав президент Джордж Буш 23 січня 2001 року, а 26 січня 2005 року подав у відставку. Він є лобістом компанії Pfizer і головою QTC Management, компанії, яка працює за контрактами з Департаментом у справах ветеранів.

## Раннє життя
Прінсіпі — випускник Військово-морської академії США в Аннаполісі, штат Меріленд, і почав військову службу на борту есмінця USS Joseph P. Kennedy. Пізніше він брав участь у війні у В'єтнамі, командуючи відділом річкового патрулювання в дельті Меконгу.
Прінсіпі здобув ступінь доктора юридичних наук у Сетоні Холл в 1975 році і був призначений до офісу генерального адвоката ВМС США у Сан-Дієго, штат Каліфорнія. У 1980 році його перевели до Вашингтона на посаду юрисконсульта Міністерства флоту.

## Кар'єра
Прінсіпі працював над питаннями національної політики та протягом своєї кар'єри обіймав кілька посад у федеральному уряді. Він очолював Федеральний інститут якості в 1991 році і був головою Комісії з питань військовослужбовців та допомоги ветеранам, створеної Конгресом у 1996 році.
Прінсіпі обіймав посаду заступника міністра у справах ветеранів у штаті Вірджинія, з 17 березня 1989 року по 26 вересня 1992 року, коли президент Джордж Буш-старший обрав його виконувачем обов'язків міністра у справах ветеранів. Він працював на цій посаді до січня 1993 року. Після цього він працював головним радником республіканців та директором штаб-квартири Комітету Сенату США з питань збройних служб.
З 1984 по 1988 рік він працював головним радником республіканців та директором штаб-квартири Комітету Сенату у справах ветеранів. Він був помічником заступника адміністратора адміністрації ветеранів у справах Конгресу та у справах громадськості з 1983 по 1984 рік, після трьох років роботи радником голови Комітету з питань збройних сил Сенату.